# Casalbordino
Casalbordino – miejscowość i gmina we Włoszech, w regionie Abruzja, w prowincji Chieti.
Według danych na rok 2004 gminę zamieszkiwały 6453 osoby, 143,4 os./km².